# Neorautanenia amboensis
Neorautanenia amboensis är en ärtväxtart som beskrevs av Schinz. Neorautanenia amboensis ingår i släktet Neorautanenia och familjen ärtväxter. Inga underarter finns listade i Catalogue of Life.